# بخش هاپول (شهرستان پری، اوهایو)
بخش هاپول (به انگلیسی: Hopewell Township) یک منطقهٔ مسکونی در ایالات متحده آمریکا است که در شهرستان پری، اوهایو واقع شده‌است.
 بخش هاپول ۹۷٫۶ کیلومتر مربع مساحت و ۲٬۱۶۳ نفر جمعیت دارد و ۲۹۴ متر بالاتر از سطح دریا واقع شده‌است.